# Otto Hartwig
Otto Peter Conrad Hartwig (Wichmannshausen, 16 novembre 1830 – Marburgo, 22 dicembre 1903) è stato un bibliotecario e storico tedesco.

## Biografia
Otto Hartwig nacque da Wilhelmine Conradi e dal pastore Hermann Hartwig. Quando suo padre fu trasferito a Hundelshausen, iniziò frequentando nel 1842 il pre-gymnasium ad Eschwege, e poi, nel 1844, proseguì in un liceo di Hersfeld, dove ottenne la maturità nel 1850. Avviò quindi gli studi universatari a Marburgo, per studiare teologia e filosofia, dove contribuì nella fondazione di un'antica confraternita universitaria (la «Alten Marburger Burschenschaft Germania»), nel 1851, e fu anche nominato membro onorario della confraternita «Arminia», nel 1863. Nel 1852 passò un anno all'Università di Halle, poi nel 1853 tornò a Marburgo, e superò il suo primo esame teologico nel 1855. Lavorò alla sua dissertazione a Gottinga, e conseguì successivamente il dottorato, a Marburgo nel marzo 1857.
Per un breve periodo lavorò a Reinhausen, nei pressi di Gottinga, e, in seguito, venne assunto dalla Biblioteca universitaria di Marburgo. Nel 1860 si recò a Messina, fermandosi per cinque anni, come membro della comunità tedesca residenti nella città siciliana. Dopo il suo ritorno in Germania, fu temporaneamente assistente e insegnante presso il Ginnasio di Rinteln, poi fu promosso a segretario nel 1866 nella biblioteca universitaria di Marburgo (dove aveva già lavorato precedentemente), e dieci anni dopo la direzione della biblioteca universitaria di Halle nel 1876, dove divenne bibliotecario senior nel 1884, e direttore della biblioteca nel 1889. Nel 1898 si ritirò di nuovo a Marburgo, dove morì nel 1903 come consigliere privato.
Otto Hartwig fu uno dei bibliotecari più influenti del suo tempo e, insieme a Karl Dziatzko, August Wilmanns e al funzionario ministeriale Friedrich Althoff, svolse un ruolo chiave nella riforma e nella professionalizzazione del sistema bibliotecario prussiano. Fondò la rivista Centralblatt für Bibliothekswesen (oggi chiamata Zeitschrift für Bibliothekswesen und Bibliographie), e dal 1884 al 1903 curò l'edizione di 20 volumi della pubblicazione.

## Opere
Scritti
- (DE) Henricus de Langenstein dictus de Hassia, Marburg, Elwert, 1857 (dissertazione).
- (DE) Aus Sicilien. Cultur- und Geschichtsbilder, 2 voll., Cassel und Göttingen, Wigand, 1867-1869.
- (DE) Fonti e ricerche sulla storia più antica della città di Firenze, 2 voll., Marburg, Elwert, 1875-1880.
- (DE) Florenz und Dante, Berlin, Paetel, 1892.
- (DE) Die Uebersetzungsliteratur Unteritaliens in der normannisch-staufischen Epoche, in Centralblatt für Bibliothekswesen, vol. 3, Leipzig, 1886,  pp. 223-225.
- (DE) Zwei hessische Bibliothekare. Karl Julius Caesar und Johann Georg Albert Duncker, in Centralblatt für Bibliothekswesen, vol. 3, Leipzig, 1886,  pp. 161-190.
- (DE) Das älteste und das jüngste Papier, in Centralblatt für Bibliothekswesen, vol. 5, Leipzig, 1888,  pp. 197-201.
- (DE) Ludwig Bamberger, Marburg, Pfeil, 1900.
- (DE) Aus dem Leben eines deutschen Bibliothekars, Marburg, Elwert, 1906.

Curatela
- (DE) Laura Gonzenbach, Sicilianische Märchen. Aus dem Volksmund gesammelt, note di Reinhold Köhler, e un'introduzione a cura di Otto Hartwig, 2 voll., Leipzig, Engelmann, 1870.
- (DE) Otto Hartwig (a cura di), Festschrift zum fünfhundertjährigen Geburtstage von Johann Gutenberg, a nome della città di Magonza dedica a Johannes Gutenberg, Mainz-Leipzig, Harrassowitz, 1900.